# Pseudolatirus
Genre
Pseudolatirus est un genre fossile de mollusques gastéropodes marins du Cénozoïque de la famille des Fasciolariidae.

## Historique
Le genre Pseudolatirus est décrit en 1884 par le paléontologue et malacologiste Luigi Bellardi sous le protonyme Latirus (Pseudolatirus) Bellardi, 1884 †,,.

### Fossiles
Selon Paleobiology Database en 2025, ce genre a vingt-quatre collections référencées de fossiles. Ces collections de fossiles sont du Danien du Paléocène inférieur au Pléistocène inférieur, c'est-à-dire datent de 66 à 0,781 Ma avant notre ère.

### Répartition
Ces collections de fossiles proviennent des pays suivants :
- Quaternaire : une collection d'Indonésie ;
- Miocène : deux collections d'Italie, deux du Japon et une collection du Pérou ;
- Paléocène : une collection de Trinidad et Tobago et dix-sept collections des États-Unis (Alabama, Louisiane, Mississippi, Texas)[2].

## Liste des espèces
Selon WRMS en 2025 :
- Pseudolatirus bilineatus (Naumann, 1852) †
- Pseudolatirus burcki Koperberg, 1931 †
- Pseudolatirus esi Koperberg, 1931 †
- Pseudolatirus forestii (Cossmann, 1901) †
- Pseudolatirus fornicatus (Bellardi, 1884) †
- Pseudolatirus ligusticus (Bellardi, 1884) †
- Pseudolatirus orthensis Lozouet, 2015 †
- Pseudolatirus rothi (Beyrich, 1856) †
- Pseudolatirus sangiorgii Tabanelli, 2014 †
- Pseudolatirus yonabaruensis MacNeil, 1961 †

## Galerie

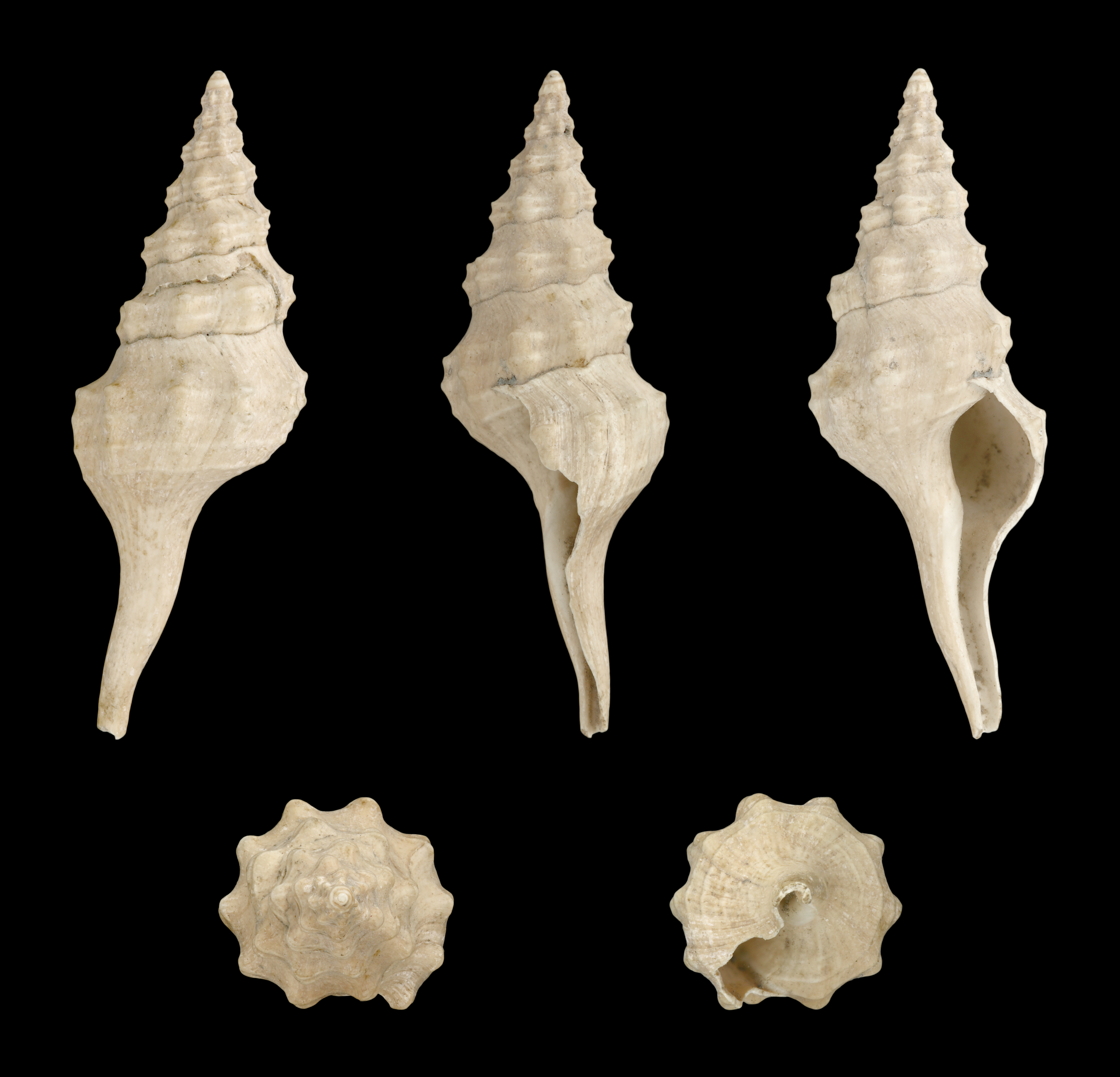
Pseudolatirus bilineatus.
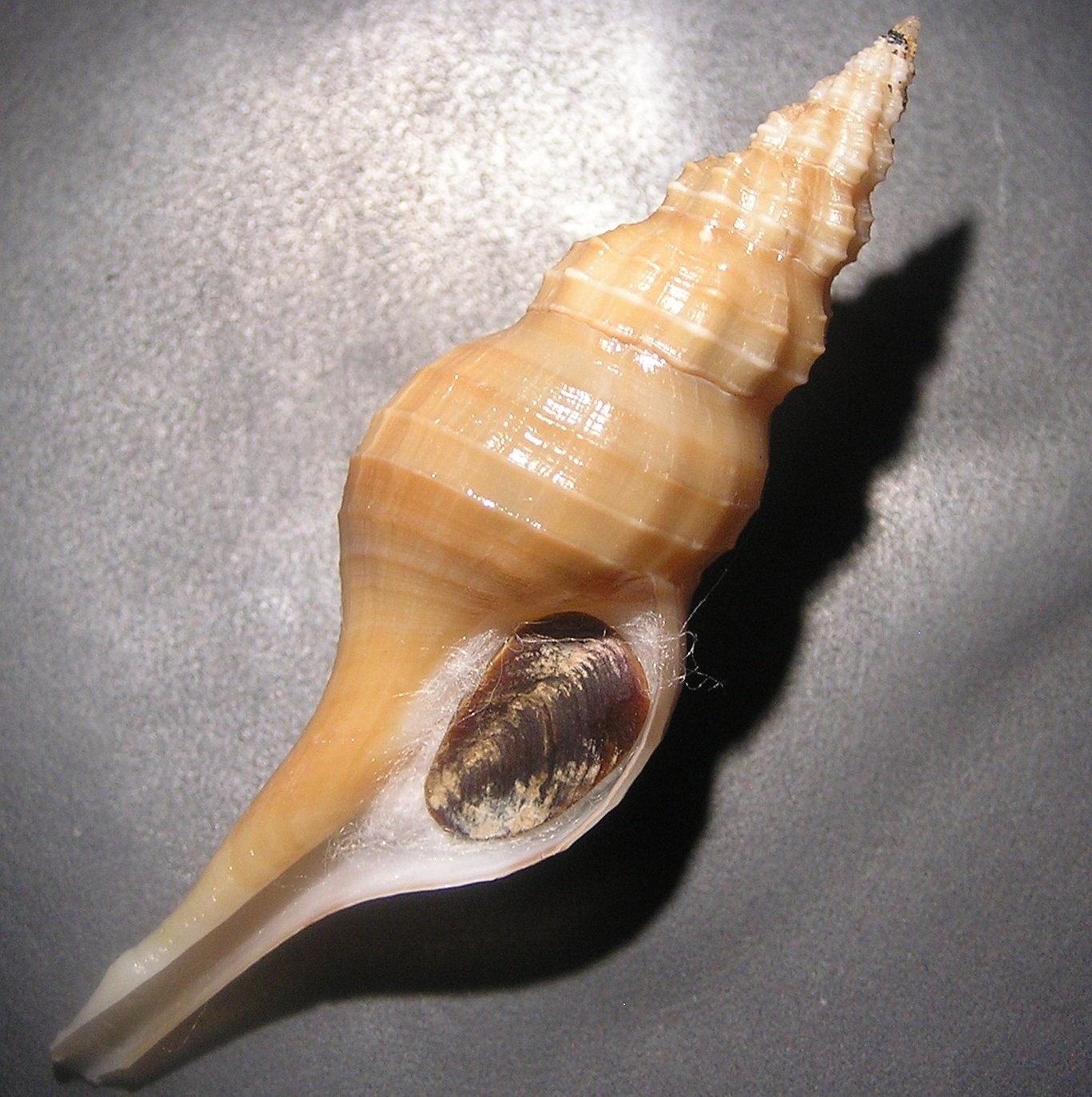
Pseudolatirus discrepans.
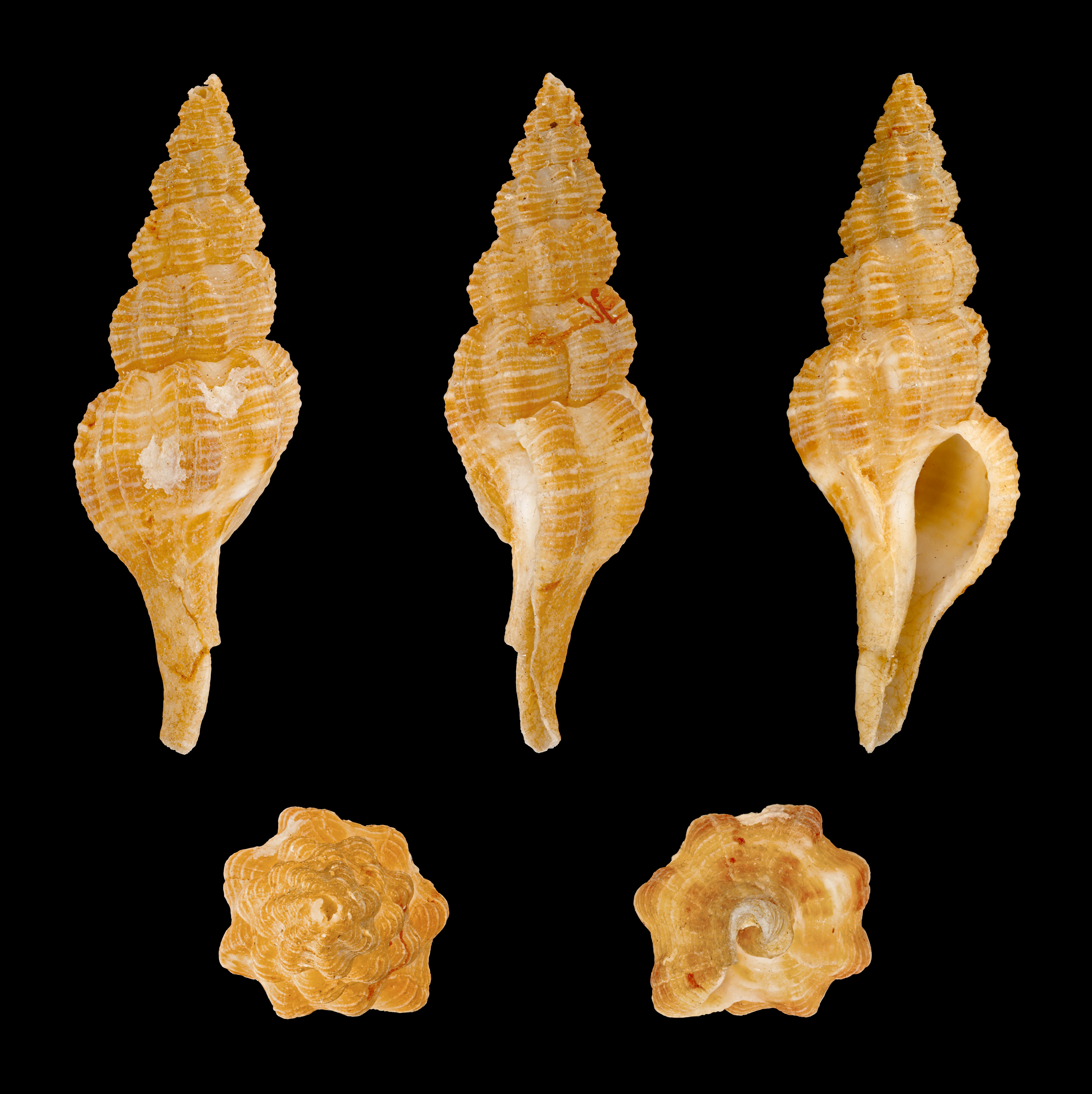
Pseudolatirus kuroseanus.
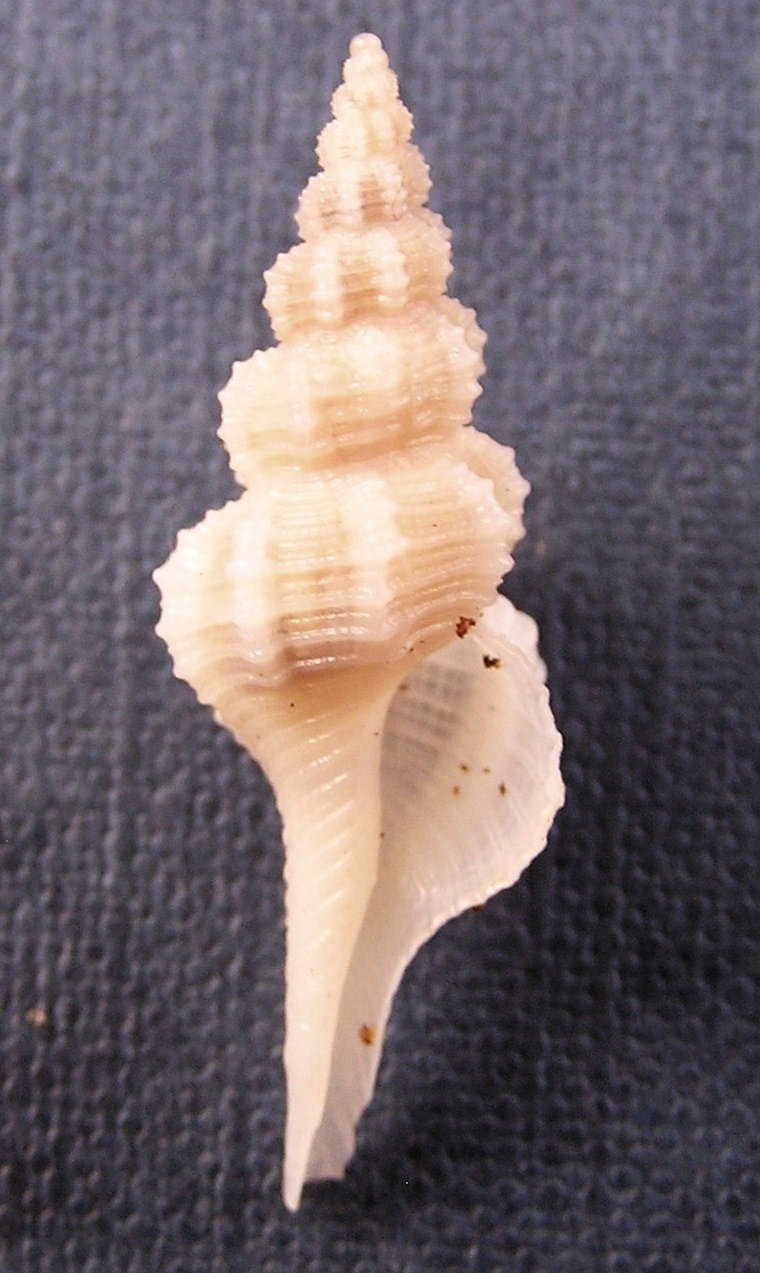
P. pallidus.

### Publication originale
- [1884] (it) Luigi Bellardi, « I molluschi dei terreni terziarii del Piemonte e della Liguria. Parte IV (Fasciolaridae e Turbinellidae) », Preprint, Ermanno Loescher, Torino & Memorie della Reale Accademia delle Scienze di Torino, ser. 2, 37 en 1986,‎ 1884, p. 2-62, 2 pls (lire en ligne).